# Wimbledon 1967
De 81e editie van het Britse grandslamtoernooi, Wimbledon 1967, werd gehouden van maandag 26 juni tot en met zaterdag 8 juli 1967. Voor de vrouwen was het de 74e editie van het graskampioenschap. Deze editie is de laatste voor het ingaan van het open tijdperk, dat wil zeggen, de laatste editie die alleen toegankelijk was voor amateurs. Het toernooi werd gespeeld bij de All England Lawn Tennis and Croquet Club in de wijk Wimbledon van de Britse hoofdstad Londen.
Op de enige zondag tijdens het toernooi (Middle Sunday) werd traditioneel niet gespeeld.
Het toernooi van 1967 trok 301.896 toeschouwers.

## Belangrijkste uitslagen
Mannenenkelspel

Finale: John Newcombe (Australië) won van Wilhelm Bungert (West Duitsland) met 6-3, 6-1, 6-1
Vrouwenenkelspel

Finale: Billie Jean King (Verenigde Staten) won van Ann Haydon-Jones (Groot-Brittannië) met 6-3, 6-4
Mannendubbelspel

Finale: Bob Hewitt (Zuid Afrika) en Frew McMillan (Zuid Afrika) wonnen van Roy Emerson (Australië) en Ken Fletcher (Australië) met 6-2, 6-3, 6-4
Vrouwendubbelspel

Finale: Rosie Casals (Verenigde Staten) en Billie Jean King (Verenigde Staten) wonnen van Maria Bueno (Brazilië) en Nancy Richey (Verenigde Staten) met 9-11, 6-4, 6-2
Gemengd dubbelspel

Finale: Billie Jean King (Verenigde Staten) en Owen Davidson (Australië) wonnen van Maria Bueno (Brazilië) en Ken Fletcher (Australië) met 7-5, 6-2
Meisjesenkelspel

Finale: Judith Salomé (Nederland) won van Maria Strandberg (Zweden) met 6-4, 6-3
Jongensenkelspel

Finale: Manuel Orantes (Spanje) won van Mike Estep (Verenigde Staten) met 6-2, 6-0
Dubbelspel bij de junioren werd voor het eerst in 1982 gespeeld.

## Toeschouwersaantallen
|           |        | Eerste week |         | Tweede week |
| --------- | ------ | ----------- | ------- | ----------- |
| Maandag   |        | 20.527      |         | 29.614      |
| Dinsdag   | 23.391 | 26.203      |         |             |
| Woensdag  | 31.716 | 25.953      |         |             |
| Donderdag | 30.307 | 20.908      |         |             |
| Vrijdag   | 30.135 | 18.777      |         |             |
| Zaterdag  | 27.520 | 16.845      |         |             |
| Zondag    | –      | –           |         |             |
| Totaal    |        | 301.896     | 301.896 | 301.896     |

1877 · 1878 · 1879 · 1880 · 1881 · 1882 · 1883 · 1884 · 1885 · 1886 · 1887 · 1888 · 1889 · 1890 · 1891 · 1892 · 1893 · 1894 · 1895 · 1896 · 1897 · 1898 · 1899 · 1900 · 1901 · 1902 · 1903 · 1904 · 1905 · 1906 · 1907 · 1908 · 1909 · 1910 · 1911 · 1912 · 1913 · 1914 · 1915–1918 · 1919 · 1920 · 1921 · 1922 · 1923 · 1924 · 1925 · 1926 · 1927 · 1928 · 1929 · 1930 · 1931 · 1932 · 1933 · 1934 · 1935 · 1936 · 1937 · 1938 · 1939 · 1940–1945 · 1946 · 1947 · 1948 · 1949 · 1950 · 1951 · 1952 · 1953 · 1954 · 1955 · 1956 · 1957 · 1958 · 1959 · 1960 · 1961 · 1962 · 1963 · 1964 · 1965 · 1966 · 1967
↓ open tijdperk ↓
1968 (m-v-md-vd-gd) · 1969 (m-v-md-vd-gd) · 1970 (m-v-md-vd-gd) · 1971 (m-v-md-vd-gd) · 1972 (m-v-md-vd-gd) · 1973 (m-v-md-vd-gd) · 1974 (m-v-md-vd-gd) · 1975 (m-v-md-vd-gd) · 1976 (m-v-md-vd-gd) · 1977 (m-v-md-vd-gd) · 1978 (m-v-md-vd-gd) · 1979 (m-v-md-vd-gd) · 1980 (m-v-md-vd-gd) · 1981 (m-v-md-vd-gd) · 1982 (m-v-md-vd-gd) · 1983 (m-v-md-vd-gd) · 1984 (m-v-md-vd-gd) · 1985 (m-v-md-vd-gd) · 1986 (m-v-md-vd-gd) · 1987 (m-v-md-vd-gd) · 1988 (m-v-md-vd-gd) · 1989 (m-v-md-vd-gd) · 1990 (m-v-md-vd-gd) · 1991 (m-v-md-vd-gd) · 1992 (m-v-md-vd-gd) · 1993 (m-v-md-vd-gd) · 1994 (m-v-md-vd-gd) · 1995 (m-v-md-vd-gd) · 1996 (m-v-md-vd-gd) · 1997 (m-v-md-vd-gd) · 1998 (m-v-md-vd-gd) · 1999 (m-v-md-vd-gd) · 2000 (m-v-md-vd-gd) · 2001 (m-v-md-vd-gd) · 2002 (m-v-md-vd-gd) · 2003 (m-v-md-vd-gd) · 2004 (m-v-md-vd-gd) · 2005 (m-v-md-vd-gd) · 2006 (m-v-md-vd-gd) · 2007 (m-v-md-vd-gd) · 2008 (m-v-md-vd-gd) · 2009 (m-v-md-vd-gd) · 2010 (m-v-md-vd-gd) · 2011 (m-v-md-vd-gd) · 2012 (m-v-md-vd-gd) · 2013 (m-v-md-vd-gd) · 2014 (m-v-md-vd-gd) · 2015 (m-v-md-vd-gd) · 2016 (m-v-md-vd-gd) · 2017 (m-v-md-vd-gd) · 2018 (m-v-md-vd-gd) · 2019 (m-v-md-vd-gd) · 2020 · 2021 (m-v-md-vd-gd) · 2022 (m-v-md-vd-gd) · 2023 (m-v-md-vd-gd) · 2024 (m-v-md-vd-gd)
Lijst van Wimbledonwinnaars · Toernooien per editie